# Antônio Carlos (Santa Catarina)
Antônio Carlos è un comune del Brasile nello Stato di Santa Catarina, parte della mesoregione della Grande Florianópolis e della microregione di Florianópolis.
A partire dagli inizi del XIX secolo, nella cittadina si concentrarono numerosi immigrati provenienti dalla Germania, e in particolar modo dalla Renania-Palatinato. Per questo motivo, ancora oggi il tedesco è lingua ufficiale nel comune insieme al portoghese.